# Lady Godiva's Operation
Lady Godiva's Operation è un brano musicale del gruppo rock The Velvet Underground, contenuto nel album del 1968 White Light/White Heat.

## Il brano
Si tratta di una bizzarra ballata che racconta di un mal riuscito intervento chirurgico eseguito su una donna (probabilmente un transessuale) non ancora del tutto sotto anestesia, che sente il panico dell'esperienza. "Lady Godiva" finisce per subire una lobotomia invece di un'operazione per il cambiamento di sesso. In alcuni momenti, la voce di Reed si affianca a quella di Cale per sottolineare alcuni versi, in maniera completamente estemporanea e improvvisa; il ritmo, a differenza delle prime due canzoni, è molto più disteso, ma non privo di ripetitività. Completa il tutto un ampio campionario di sinistri effetti sonori.
Il personaggio del titolo è ripreso dalla leggenda inglese di Lady Godiva, una nobildonna dell'XI secolo che amava cavalcare completamente nuda per le strade di Coventry.

## Cover
La canzone è stata reinterpretata dai The Fatima Mansions su singolo.

## Formazione
- Lou Reed - voce, chitarra, ostrich guitar
- John Cale - voce, basso
- Sterling Morrison - voce, chitarra
- Maureen Tucker - percussioni